# Raymond Impanis
Raymond Impanis, född den 19 oktober 1925 i Kampenhout, död den 31 december 2010 i Vilvoorde, var en belgisk tävlingscyklist som var professionell från 1946 till 1963.
1982 instiftades cykelloppet Grote Prijs Raymond Impanis för att hedra honom.

## Meriter
1947
6:a totalt i Tour de France
Vinnare av etapp 19
Vinnare av etapp 5 Tour of Belgium
2:a i Liège-Bastogne-Liège
4:a i Paris-Roubaix
1948
10:a totalt i Tour de France:
Vinnare av etapperna 9 och 10
Vinnare av Omloop der Vlaamse Ardennen Ichtegem
2:a i Liège-Bastogne-Liège
4:a i Flandern runt
10:a i linjelopp vid Världsmästerskapen
1949
2:a totalt i Tour of Belgium
Vinnare av etapp 3
Vinnare av Dwars door Vlaanderen
2:a i  linjelopp vid Belgiska mästerskapen
3:a i GP Stad Vilvoorde
5:a i Flandern runt
1950
Vinnare av Weekend ardennais
Vinnare av etapp 5 i Tour of Belgium
2:a i La Flèche Wallonne
2:a i Omloop der Vlaamse Gewesten
8:a totalt i Tour de France
9:a i Milano-Sanremo
1951
Vinnare totalt av Dwars door Vlaanderen
Vinnare av etapp 1
3:a totalt i Deutschland Tour
Vinnare av etapp 3
2:a i GP Stad Vilvoorde
3:a i Omloop Het Volk
5:a i Milano-Sanremo
6:a i Paris–Roubaix
7:a i Flandern runt
9:a i Challenge Desgrange-Colombo
10:a i La Flèche Wallonne
1952
Vinnare av Gent–Wevelgem
2:a i Omloop Het Volk
3:a totalt i Paris–Nice
Vinnare av etapp 3b
3:a i La Flèche Wallonne
3:a i Weekend ardennais
3:a totalt i Tour de Romandie
3:a totalt i Deutschland Tour
5:a i Grand Prix des Nations
6:a i Paris-Bryssel
9:a i Challenge Desgrange-Colombo
1953
Vinnare av Gent–Wevelgem
2:a totalt i Tour d'Algérie
5:a i La Flèche Wallonne
5:a totalt i Tour of Belgium
6:a i Milano-Sanremo
9:a i Challenge Desgrange-Colombo
10:a i Liège-Bastogne-Liège
1954
Vinnare av Paris–Roubaix
Vinnare av Flandern runt
Vinnare totalt av  Paris–Nice
Vinnare av etapp 2
2:a i Liège-Bastogne-Liège
2:a i Challenge Desgrange-Colombo
2:a i Weekend ardennais
7:a i La Flèche Wallonne
1955
2:a i Liège-Bastogne-Liège
3:a i Gent–Wevelgem
4:a totalt i Tour de Luxembourg
5:a i Paris-Roubaix
7:a i Challenge Desgrange-Colombo
1956
3:a totalt i Vuelta a España
2:a totalt i Driedaagse van Antwerpen
7:a i Omloop Het Volk
8:a i Gent–Wevelgem
1957
Vinnare av La Flèche Wallonne
Vinnare av Trophée Stan Ockers
2:a i Paris-Bryssel
2:a i Challenge Desgrange-Colombo
3:a i Grand Prix du courrier picard
3:a i Weekend ardennais
4:a i Tour de Wallonie
5:a i Giro di Lombardia
6:a i Paris–Roubaix
7:a totalt i Giro d'Italia
9:a i Trofeo Baracchi
1958
2:a i Weekend ardennais
4:a i Tour de Romandie
5:a i Liège-Bastogne-Liège
6:a i La Flèche Wallonne
9:a i Paris–Roubaix
10:a i Milan-San Remo
1959
4:a i Paris–Roubaix
9:a i Trofeo Baracchi
1960
Vinnare totalt av  Paris–Nice
Vinnare av etapp 2 (TTT)
3:a i Giro di Sardegna
4:a i Paris-Bryssel
8:a i Flandern runt
10:a i Paris–Roubaix
1961
Vinnare av etapp 4 i Tour of Belgium (med Rik Van Looy och Louis Proost)
2:a i Gent–Wevelgem
3:a i Ronde van Limburg
4:a i Paris–Tours
4:a totalt i Deutschland Tour
Vinnare av etapp 2
1962
3:a i Brabantse Pijl
6:a totalt i Tour de Romandie
9:a i Paris–Roubaix